# Mormodes buccinator
Mormodes buccinator là một loài phong lan có ở Panama tới Brasil.

## Synonyms
- Mormodes amazonica Brade
- Mormodes brachystachya Klotzsch
- Mormodes buccinator var. aurantiacum Rolfe
- Mormodes buccinator var. major Rchb.f.
- Mormodes buccinator var. theiochlora Rchb.f.
- Mormodes flavida Klotzsch
- Mormodes lentiginosa Hook.
- Mormodes leucochila Klotzsch
- Mormodes marmorea Klotzsch
- Mormodes stenoglossa Schltr.
- Mormodes theiochlora (Rchb.f.) Salazar
- Mormodes vitellina Klotzsch
- Mormodes wageneriana Klotzsch

## Hình ảnh

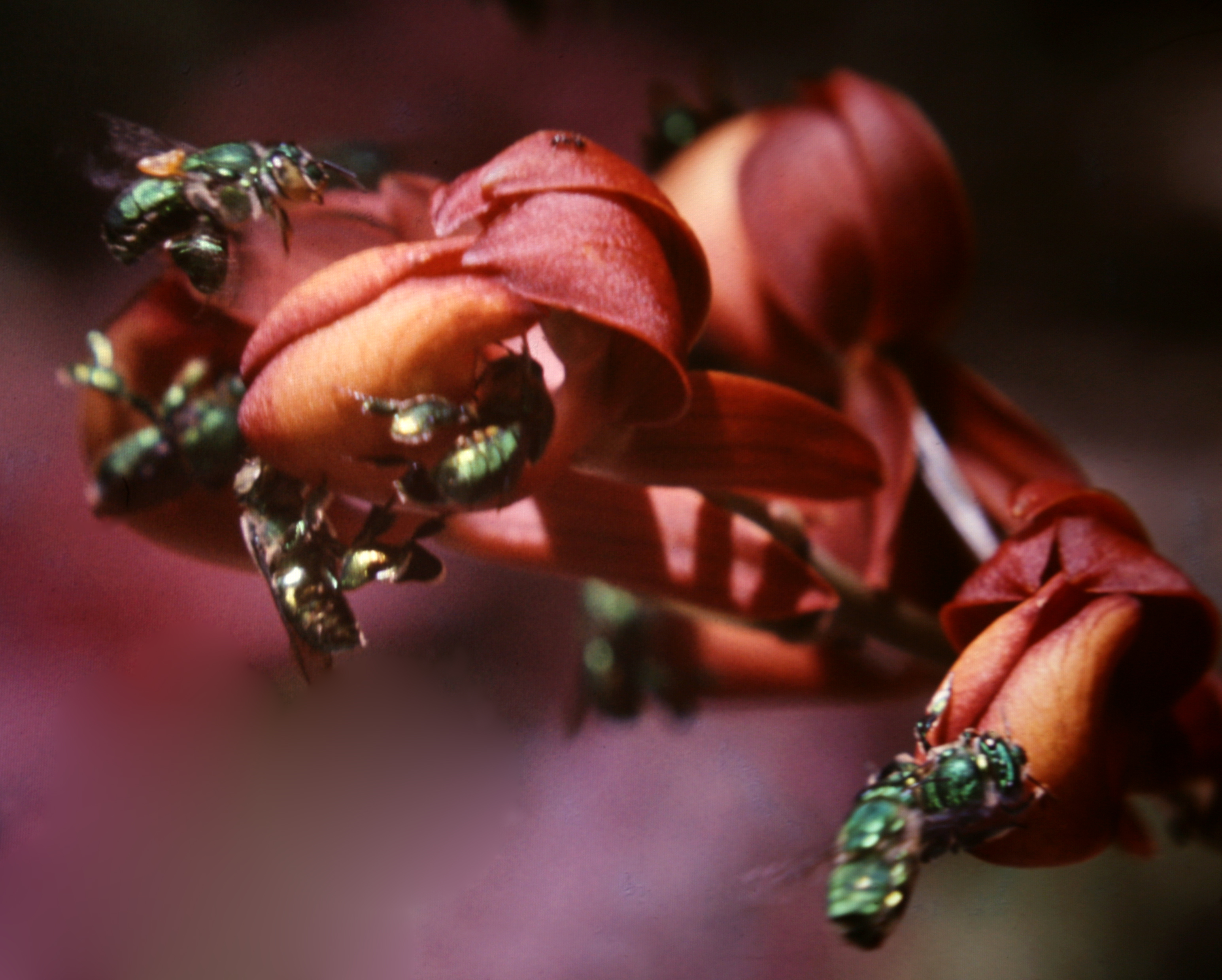
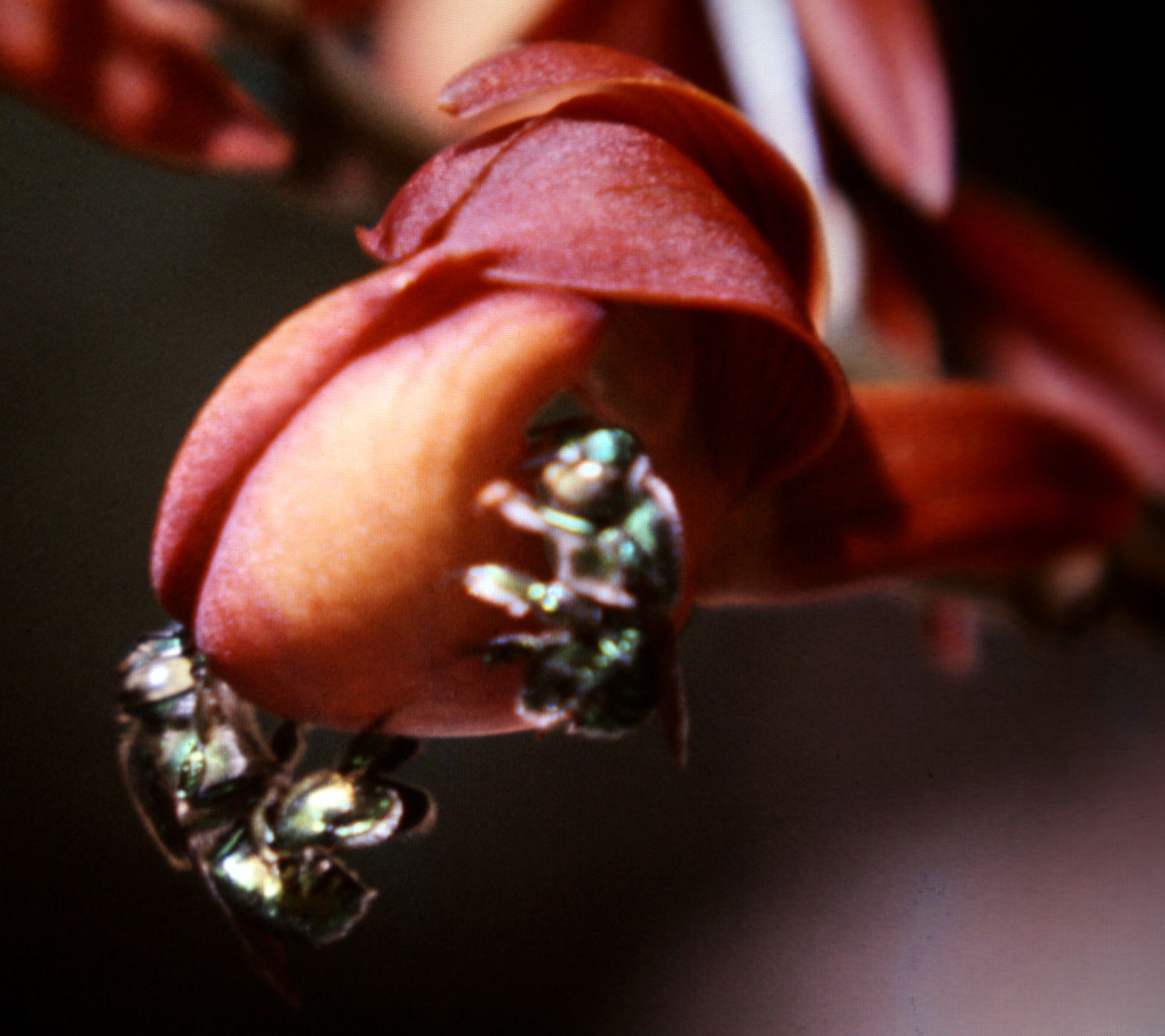
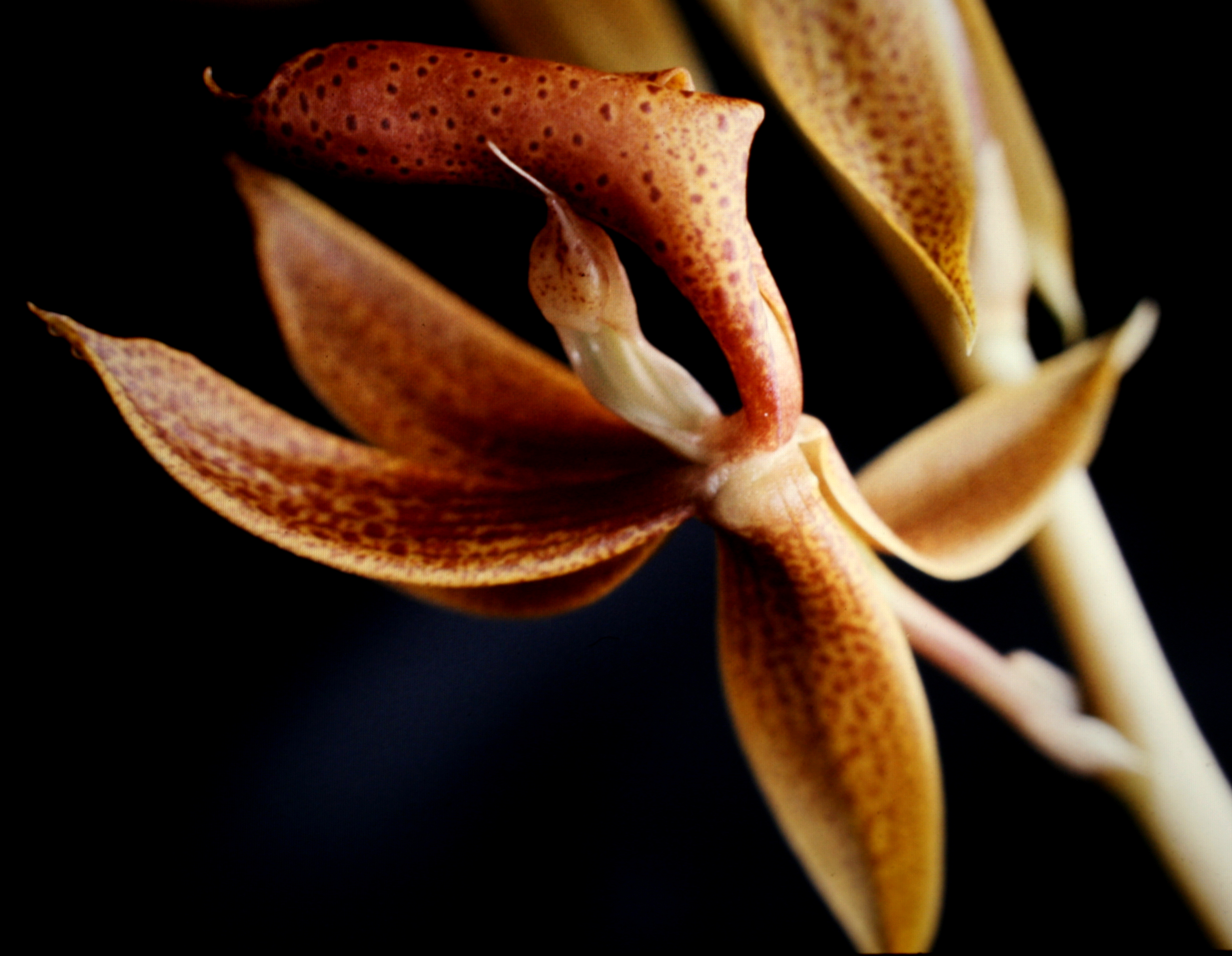
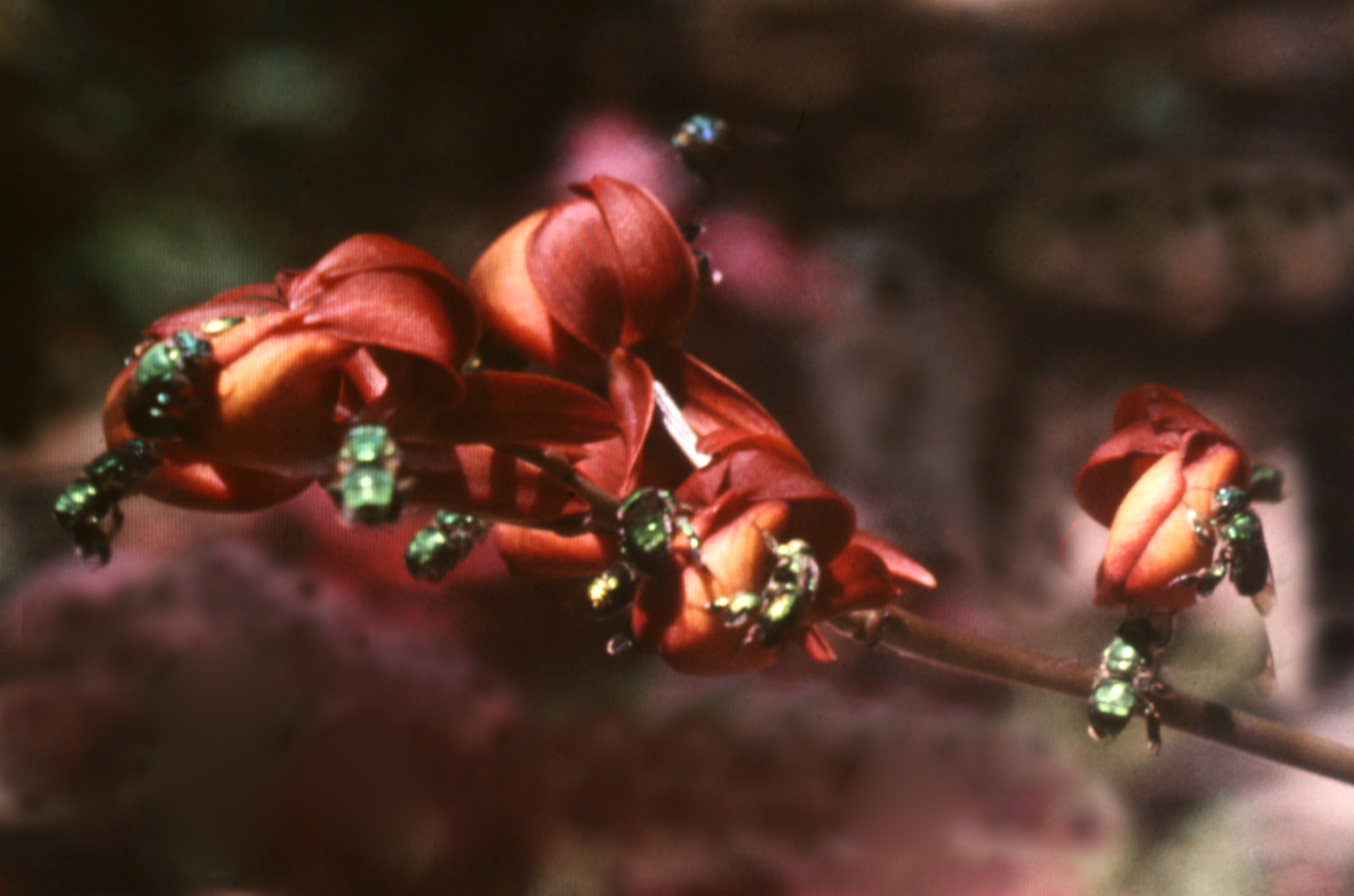